# Dragonball Evolution
Dragonball Evolution (Brasil: Dragon Ball Evolution / Portugal: DragonBall: Evolução) é um filme de aventura de 2009 dirigido por James Wong, produzido por Stephen Chow e distribuído pela 20th Century Fox. O filme é uma adaptação em live action do mangá japonês Dragon Ball escrito por Akira Toriyama. A história gira em torno de um jovem chamado Goku, em seu aniversário de 18 anos, que precisa reunir as sete Esferas do Dragão e salvar o mundo do maligno Piccolo.
Embora seja um filme americano, Dragon Ball Evolution estreou primeiro no Japão e em vários outros países asiáticos em 13 de março de 2009, quase um mês antes do seu lançamento nos Estados Unidos em 10 de abril de 2009. O ator Justin Chatwin foi escalado como Goku e James Marsters interpreta Piccolo, o antagonista do filme. O filme foi lançado em DVD e Blu-ray no dia 24 de julho de 2009 para o mercado asiático e em 28 de julho de 2009 na América do Norte e na Europa.

## Sinopse
A história acompanha Goku, um jovem adotado e treinado pelo mestre das artes marciais e seu avô Gohan. Uma noite, enquanto Goku estava na festa da sua amada, Chi-Chi, seu avô é atacado por Piccolo, que estava à procura de uma das sete Esferas do Dragão. Goku volta e encontra seu avô ferido e Gohan acaba morrendo em seus braços, mas não antes dele dizer para Goku procurar o Mestre Kame, e também, um aviso secreto relacionado ao eclipse, as Esferas do Dragão, Piccolo e seu servo perdido, Oozaru.

## Elenco
- Justin Chatwin - Son Goku
- Chow Yun-Fat - Mestre Kame
- Emmy Rossum - Bulma
- Jamie Chung - Chi-Chi
- James Marsters - Piccolo
- Joon Park - Yamcha
- Eriko Tamura - Mai
- Randall Duk Kim - Son Gohan
- Ernie Hudson - Sifu Norris

## Produção
Em março de 2002, a 20th Century Fox adquiriu os direitos cinematográficos da franquia Dragon Ball. Em junho de 2004, Ben Ramsey recebeu 500 mil dólares para escrever a adaptação. Em 2007, James Wong e Stephen Chow foram anunciados como diretor e produtor, respectivamente. A primeira imagem oficial de Justin Chatwin como Goku foi lançada na edição 24 da revista Weekly Young Jump. as filmagens começaram em dezembro de 2007 

## Música
Em 9 de dezembro de 2008, foi confirmado que o tema do filme seria "Rule", da cantora pop japonesa Ayumi Hamasaki. A escolha se deu porque o diretor James Wong queria que a adaptação para o cinema de uma série nascida no Japão fosse cantada por uma pessoa japonesa e ele ficou particularmente impressionado com Hamasaki. O cantor pop americano Brian Anthony participou da produção, cuja canção remixada "Worked Up" foi lançada individualmente em territórios ingleses, sendo também um destaque no DVD/Blu-ray como um bônus.

## Lançamento
DragonBall Evolution foi inicialmente programado para ser lançado na América do Norte em 15 de agosto de 2008, porém, sua data mudou-se para 10 de abril de 2009, para dar tempo das suas filmagens adicionais e os trabalhos de pós-produção serem concluídos. Em 11 de novembro de 2008, foi oficialmente anunciado que o lançamento do filme tinha sido alterado para 8 de abril de 2009. Apesar de ser um filme americano foi lançado no Japão em 13 de março de 2009, quase um mês antes do seu lançamento nos Estados Unidos.

## Recepção
Até 29 de março de 2009, o filme arrecadou uma quantia de US$ 22.063.836 em todo o mundo.
A recepção entre a comunidade de fãs foi dividida desde que a filmagem do filme foi anunciada. Inicialmente, depois de anunciar a confirmação do projeto ao público, as expectativas foram otimistas e aumentaram com os anúncios dos detalhes da produção; no entanto, uma vez que o material publicitário do filme foi publicado, a recepção geralmente se tornou negativa para grande parte da comunidade de fãs de Dragon Ball, e isso cresceu quando o filme foi lançado. Circularam críticas fortes em fóruns e outros sites relacionados ao tema.
Dragonball Evolution recebeu inúmeras críticas desastrosas, pela falta de fidelidade ao trabalho original de Akira Toriyama, quanto à sua qualidade questionável. Em uma das prestigiadas páginas da web dedicadas ao cinema, o IMDb, os usuários deram uma pontuação de 2,8 em uma escala de 1 a 10, enquanto o Rotten Tomatoes dá uma aprovação de 14% com base em 53 avaliações. O filme, além de ter desagradado os fãs, foi massacrado pela critica, congelando a bilheteria. O fato que mais incomodou os fãs da série foi que o ator Justin Chatwin não soube interpretar o personagem Goku. Outro fator que os fãs não gostaram, foi que o ator que interpretou o Mestre Kame não se parecia em nada com o personagem, além de não ter o carisma ou a semelhança. Em sua primeira semana de lançamento, o filme arrecadou US$ 4.756.488 nos Estados Unidos, depois estagnou na figura pobre de US$ 9 milhões apesar de ter sido visto em mais de 2.000 cinemas naquele país, dando para ver o que era um rotundo e ressonante fracasso na bilheteria. Antes de seu lançamento, havia sido decidido que o filme se tornaria uma trilogia, no entanto, após o desastre na bilheteria e a recepção extremamente ruim pelo público, todas as sequências foram canceladas. 
Grande parte da responsabilidade, tanto pelo enorme fracasso como pela grande quantidade de mudanças e omissões no enredo, é concedida a James Wong, diretor do filme, que, para o pior desapontamento, reconheceria em uma entrevista que nunca tinha lido o mangá até finalizar o filme, da mesma forma que naquela ocasião explicaria que havia um roteiro antes da sua inclusão no projeto em que havia elementos característicos do mundo de Dragon Ball (como animais antropomórficos), porém estes foram descartados a favor para respeitar o orçamento e confiar que o sucesso que eles pensaram seguro lhes permitiria mostrar em futuras sequências. Este filme é considerado por vários sites especializados como um dos piores filmes, descrevendo-o como "uma maneira brilhante de desperdiçar uma boa história".
O criador de Dragon Ball, Akira Toriyama, inicialmente ficou surpreso com Dragonball Evolution e sugeriu que seus fãs a tratassem como uma versão de um universo alternativo de seu trabalho. Em uma entrevista publicada no jornal Asahi Shimbun sobre Dragon Ball Z: Battle of Gods, Toriyama revelou que achava que os produtores de Hollywood ignoravam suas ideias e sugestões, e que a versão final não estava a par da série original da Dragon Ball.

## Mídia
Em julho de 2008, a revista Jump Square publicou mangá inspirado no filme produzido por Daisuke Kadokuni.
Um romance do filme, intitulado DragonBall Evolution: The Junior Novel, escrito por Stacia Deutsch e Rhody Cohan, foi lançado pela Viz Media em 24 de fevereiro de 2009. No mesmo dia, uma série de livros em capítulos foi lançada. Os três volumes, subintitulados The Discovery (A Descoberta), The Search (A Busca) e The Battle (A Batalha) também foram escritos por Deutsch e Cohan. Um livro de adesivos de 16 páginas, DragonBall: Evolution Sticker Book, foi lançado em 24 de março de 2009. Foi lançada uma semana depois, em 31 de março de 2009, uma revista de 22 páginas, DragonBall: Evolution Posterzine, contendo onze cartazes, entrevistas com o elenco e previews de mercadorias.
Em 19 de janeiro de 2009, a Namco Bandai Games e a Fox anunciaram um jogo de luta, baseado em DragonBall Evolution, para o PlayStation Portable, que foi lançado em março de 2009 no Japão, seguido por um lançamento norte-americano em 8 de abril de 2009. Desenvolvido pela Dimps, o jogo inclui todos os personagens principais do filme e apresenta vários modos de jogo, stills da produção e storyboards do filme. É o primeiro jogo da franquia Dragon Ball no qual Bulma é uma personagem jogável. Tal como o filme, o jogo teve uma recepção negativa dos críticos.